# Антанішкяй
Антанішкяй — село у Литві, Расейняйський район, знаходиться за 7 км від села Жайшінюс. 2001 року в селі постійних жителів не було.

## Принагідно
- Antaniškiai [Архівовано 4 березня 2016 у Wayback Machine.]

| Литва | Це незавершена стаття з географії Литви. Ви можете допомогти проєкту, виправивши або дописавши її. |